# E-Prix di Berlino 2020
L'E-Prix di Berlino 2020 (ufficialmente 2020 Berlin E-Prix presented by CBMM Niobium) è stato l'ultimo appuntamento del Campionato di Formula E 2019-2020, suddiviso in sei gare, che si è tenuto sul circuito dell'aeroporto di Berlino-Tempelhof dal 5 al 13 agosto 2020.
Inizialmente l'E-Prix si sarebbe dovuto svolgere in una sola gara, ma a seguito della cancellazione di diversi E-Prix a causa della pandemia di COVID-19 del 2019-2021, la FIA ha consentito alla Formula E di proseguire con il recupero delle gare perse durante l'E-Prix di Berlino.

## Prima della gara
- La Mercedes la scuderia decide di adottare una livrea nera, alla luce delle crescenti proteste razziali.[1]
- Il 29 luglio 2020, durante l'allestimento del circuito muore un operaio.[2]
- Il 4 agosto 2020, Dilbagh Gill, team principal della Mahindra risulta positivo al COVID-19.[3]

### Tracciati
Per differenziare le sei gare, la Formula E ha deciso di modificare i tracciati ogni 2 gare: le prime due si correranno in senso orario, gara 3 e 4 si correrà in senso antiorario, infine le ultime due si correranno in un circuito modificato con l'aggiunta di alcune curve.

Circuito gara 1 e 2.
Circuito gara 3 e 4.
Circuito gara 5 e 6.

## Gara 1

### Prove libere
| Pos.           | No.            | Pilota                 | Squadra                   | Tempo          |
| Prove libere 1 | Prove libere 1 | Prove libere 1         | Prove libere 1            | Prove libere 1 |
| -------------- | -------------- | ---------------------- | ------------------------- | -------------- |
| 1              | 22             | Oliver Rowland         | Nissan e.dams             | 1:07.832       |
| 2              | 2              | Sam Bird               | Envision Virgin Racing    | 1:08.068       |
| 3              | 25             | Jean-Éric Vergne       | DS Techeetah              | 1:08.129       |
| Prove libere 2 |                |                        |                           |                |
| 1              | 17             | Nyck de Vries          | Mercedes-Benz EQ          | 1:06.846       |
| 2              | 13             | António Félix da Costa | DS Techeetah              | 1:06.922       |
| 3              | 28             | Maximilian Günther     | BMW i Andretti Motorsport | 1:07.005       |

### Qualifiche
| Gruppi qualifiche | Gruppi qualifiche | Gruppi qualifiche | Gruppi qualifiche | Gruppi qualifiche | Gruppi qualifiche | Gruppi qualifiche |
| ----------------- | ----------------- | ----------------- | ----------------- | ----------------- | ----------------- | ----------------- |
| Gruppo 1          | DAC (1)           | EVA (2)           | SIM (3)           | GUE (4)           | DIG (5)           | VAN (6)           |
| Gruppo 2          | MOR (7)           | JEV (8)           | ROW (9)           | BIR (10)          | BUE (11)          | LOT (12)          |
| Gruppo 3          | DEV (13)          | FRI (14)          | CAL (15)          | ABT (16)          | DAM (17)          | MAS (18)          |
| Gruppo4           | TUR (19)          | MUL (20)          | JAN (21)          | LYN (22)          | SET (23)          | RAS (24)          |

| Pos.   | No. | Pilota                 | Squadra                   | Qualifica | Superpole | Griglia |
| ------ | --- | ---------------------- | ------------------------- | --------- | --------- | ------- |
| 1      | 13  | António Félix da Costa | DS Techeetah              | 1:07.122  | 1:06.799  | 1       |
| 2      | 25  | Jean-Éric Vergne       | DS Techeetah              | 1:07.274  | 1:07.121  | 2       |
| 3      | 36  | André Lotterer         | TAG Heuer Porsche         | 1:07.454  | 1:07.235  | 3       |
| 4      | 23  | Sébastien Buemi        | Nissan e.dams             | 1:07.267  | 1:07.248  | 4       |
| 5      | 17  | Nyck de Vries          | Mercedes-Benz EQ          | 1:07.308  | 1:07.302  | 5       |
| 6      | 64  | Jérôme d'Ambrosio      | Mahindra Racing           | 1:07.488  | 1:07.371  | 6       |
| 7      | 2   | Sam Bird               | Envision Virgin Racing    | 1:07.492  |           | 7       |
| 8      | 22  | Oliver Rowland         | Nissan e.dams             | 1:07.521  | 23        |         |
| 9      | 20  | Mitch Evans            | Panasonic Jaguar Racing   | 1:07.555  | 8         |         |
| 10     | 19  | Felipe Massa           | ROKiT Venturi Racing      | 1:07.563  | 9         |         |
| 11     | 4   | Robin Frijns           | Envision Virgin Racing    | 1:07.581  | 10        |         |
| 12     | 94  | Alex Lynn              | Mahindra Racing           | 1:07.646  | 11        |         |
| 13     | 28  | Maximilian Günther     | BMW i Andretti Motorsport | 1:07.685  | 12        |         |
| 14     | 66  | René Rast              | Audi Sport ABT Schaeffler | 1:07.777  | 13        |         |
| 15     | 48  | Edoardo Mortara        | ROKiT Venturi Racing      | 1:07.826  | 14        |         |
| 16     | 5   | Stoffel Vandoorne      | Mercedes-Benz EQ          | 1:07.993  | 15        |         |
| 17     | 27  | Alexander Sims         | BMW i Andretti Motorsport | 1:07.996  | 16        |         |
| 18     | 18  | Neel Jani              | TAG Heuer Porsche         | 1:08.014  | 17        |         |
| 19     | 3   | Oliver Turvey          | NIO 333                   | 1:08.089  | 18        |         |
| 20     | 7   | Nico Müller            | GEOX Dragon               | 1:08.118  | 19        |         |
| 21     | 11  | Lucas Di Grassi        | Audi Sport ABT Schaeffler | 1:08.136  | 20        |         |
| 22     | 33  | Daniel Abt             | NIO 333                   | 1:08.554  | 21        |         |
| 23     | 6   | Sérgio Sette Câmara    | GEOX Dragon               | 1:08.628  | 22        |         |
| 24     | 51  | James Calado           | Panasonic Jaguar Racing   | 1:10.194  | 24        |         |
| Fonte: |     |                        |                           |           |           |         |

### Gara
| Pos.   | No. | Pilota                 | Squadra                   | Giri | Tempo/Ritiro       | Griglia  | Punti    |
| ------ | --- | ---------------------- | ------------------------- | ---- | ------------------ | -------- | -------- |
| 1      | 13  | António Félix da Costa | DS Techeetah              | 36   | 47:08.261          | 1        | 25+3+1+1 |
| 2      | 36  | André Lotterer         | TAG Heuer Porsche         | 36   | +5.445             | 3        | 18       |
| 3      | 2   | Sam Bird               | Envision Virgin Racing    | 36   | +6.526             | 7        | 15       |
| 4      | 17  | Nyck de Vries          | Mercedes-Benz EQ          | 36   | +6.911             | 5        | 12       |
| 5      | 64  | Jérôme d'Ambrosio      | Mahindra Racing           | 36   | +13.212            | 6        | 10       |
| 6      | 5   | Stoffel Vandoorne      | Mercedes-Benz EQ          | 36   | +13.654            | 15       | 8        |
| 7      | 23  | Sébastien Buemi        | Nissan e.dams             | 36   | +14.926            | 4        | 6        |
| 8      | 11  | Lucas Di Grassi        | Audi Sport ABT Schaeffler | 36   | +17.311            | 20       | 4        |
| 9      | 27  | Alexander Sims         | BMW i Andretti Motorsport | 36   | +17.673            | 16       | 2        |
| 10     | 66  | René Rast              | Audi Sport ABT Schaeffler | 36   | +18.852            | 13       | 1        |
| 11     | 18  | Neel Jani              | TAG Heuer Porsche         | 36   | +21.039            | 17       |          |
| 12     | 94  | Alex Lynn              | Mahindra Racing           | 36   | +21.603            | 11       |          |
| 13     | 20  | Mitch Evans            | Panasonic Jaguar Racing   | 36   | +22.482            | 8        |          |
| 14     | 22  | Oliver Rowland         | Nissan e.dams             | 36   | +23.208            | Pit lane |          |
| 15     | 51  | James Calado           | Panasonic Jaguar Racing   | 36   | +28.906            | 24       |          |
| 16     | 3   | Oliver Turvey          | NIO 333                   | 36   | +31.116            | 18       |          |
| 17     | 48  | Edoardo Mortara        | ROKiT Venturi Racing      | 36   | +38.765            | 14       |          |
| 18     | 33  | Daniel Abt             | NIO 333                   | 36   | +39.282            | 21       |          |
| NC     | 25  | Jean-Éric Vergne       | DS Techeetah              | 36   | Ritirato           | 2        |          |
| NC     | 7   | Nico Müller            | GEOX Dragon               | 36   | Ritirato           | 19       |          |
| Rit    | 19  | Felipe Massa           | ROKiT Venturi Racing      | 22   | Incidente          | 9        |          |
| Rit    | 4   | Robin Frijns           | Envision Virgin Racing    | 8    | Incidente          | 10       |          |
| SQ     | 6   | Sérgio Sette Câmara    | GEOX Dragon               | 36   | Eccesso di energia | 22       |          |
| SQ     | 28  | Maximilian Günther     | BMW i Andretti Motorsport | 36   | Eccesso di energia | 12       |          |
| Fonte: |     |                        |                           |      |                    |          |          |

### Classifica
La classifica dopo gara 1:
Classifica piloti
| +/-    | Pos | Pilota                 | Punti |
| ------ | --- | ---------------------- | ----- |
|        | 1   | António Félix da Costa | 97    |
|        | 2   | Mitch Evans            | 56    |
|        | 3   | Alexander Sims         | 48    |
|        | 4   | Stoffel Vandoorne      | 46    |
|        | 5   | Maximilian Günther     | 44    |
|        | 6   | Sam Bird               | 44    |
|        | 7   | André Lotterer         | 43    |
|        | 8   | Lucas Di Grassi        | 42    |
|        | 9   | Sébastien Buemi        | 33    |
|        | 10  | Edoardo Mortara        | 32    |
|        | 11  | Jean-Éric Vergne       | 31    |
|        | 12  | Nyck de Vries          | 30    |
|        | 13  | Oliver Rowland         | 30    |
|        | 14  | Pascal Wehrlein        | 14    |
|        | 15  | Jérôme d'Ambrosio      | 13    |
|        | 16  | Robin Frijns           | 10    |
|        | 17  | James Calado           | 10    |
|        | 18  | Daniel Abt             | 8     |
|        | 19  | Felipe Massa           | 2     |
|        | 20  | Brendon Hartley        | 2     |
|        | 21  | René Rast              | 1     |
|        | 22  | Oliver Turvey          | 0     |
|        | 23  | Neel Jani              | 0     |
|        | 24  | Nico Müller            | 0     |
|        | 25  | Alex Lynn              | 0     |
|        | 26  | Ma Qinghua             | 0     |
|        | 27  | Sérgio Sette Câmara    | 0     |
| Fonte: |     |                        |       |

Classifica squadre
| +/-    | Pos | Squadra                          | Punti |
| ------ | --- | -------------------------------- | ----- |
|        | 1   | DS Techeetah                     | 128   |
|        | 2   | BMW i Andretti Motorsport        | 92    |
|        | 3   | Mercedes-Benz EQ Formula E Team  | 76    |
|        | 4   | Panasonic Jaguar Racing          | 66    |
|        | 5   | Nissan e.dams                    | 63    |
|        | 6   | Envision Virgin Racing           | 54    |
|        | 7   | Audi Sport ABT Schaeffler        | 51    |
|        | 8   | TAG Heuer Porsche Formula E Team | 43    |
|        | 9   | ROKiT Venturi Racing             | 34    |
|        | 10  | Mahindra Racing                  | 27    |
|        | 11  | Geox Dragon                      | 2     |
|        | 12  | NIO 333 FE Team                  | 0     |
| Fonte: |     |                                  |       |

## Gara 2

### Prove libere
| Pos.           | No.            | Pilota             | Squadra                   | Tempo          |
| Prove libere 3 | Prove libere 3 | Prove libere 3     | Prove libere 3            | Prove libere 3 |
| -------------- | -------------- | ------------------ | ------------------------- | -------------- |
| 1              | 11             | Lucas Di Grassi    | Audi Sport ABT Schaeffler | 1:06.732       |
| 2              | 36             | André Lotterer     | TAG Heuer Porsche         | 1:06.741       |
| 3              | 28             | Maximilian Günther | BMW i Andretti Motorsport | 1:06.749       |

### Qualifiche
| Gruppi qualifiche | Gruppi qualifiche | Gruppi qualifiche | Gruppi qualifiche | Gruppi qualifiche | Gruppi qualifiche | Gruppi qualifiche |
| ----------------- | ----------------- | ----------------- | ----------------- | ----------------- | ----------------- | ----------------- |
| Gruppo 1          | DAC (1)           | EVA (2)           | SIM (3)           | VAN (4)           | GUE (5)           | BIR (6)           |
| Gruppo 2          | LOT (7)           | DIG (8)           | BUE (9)           | MOR (10)          | JEV (11)          | DEV (12)          |
| Gruppo 3          | ROW (13)          | DAM (14)          | FRI (15)          | CAL (16)          | ABT (17)          | MAS (18)          |
| Gruppo 4          | RAS (19)          | TUR (20)          | MUL (21)          | JAN (22)          | LYN (23)          | SET (24)          |

| Pos.   | No. | Pilota                 | Squadra                   | Qualifica | Superpole | Griglia |
| ------ | --- | ---------------------- | ------------------------- | --------- | --------- | ------- |
| 1      | 13  | António Félix da Costa | DS Techeetah              | 1:06.791  | 1:06.442  | 1       |
| 2      | 23  | Sébastien Buemi        | Nissan e.dams             | 1:06.779  | 1:06.859  | 2       |
| 3      | 94  | Alex Lynn              | Mahindra Racing           | 1:06.873  | 1:06.919  | 3       |
| 4      | 17  | Nyck de Vries          | Mercedes-Benz EQ          | 1:06.951  | 1:06.921  | 4       |
| 5      | 4   | Robin Frijns           | Envision Virgin Racing    | 1:06.924  | 1:06.974  | 5       |
| 6      | 11  | Lucas Di Grassi        | Audi Sport ABT Schaeffler | 1:06.961  | 1:07.292  | 6       |
| 7      | 22  | Oliver Rowland         | Nissan e.dams             | 1:07.018  |           | 7       |
| 8      | 25  | Jean-Éric Vergne       | DS Techeetah              | 1:07.035  | 8         |         |
| 9      | 2   | Sam Bird               | Envision Virgin Racing    | 1:07.148  | 9         |         |
| 10     | 48  | Edoardo Mortara        | ROKiT Venturi Racing      | 1:07.218  | 10        |         |
| 11     | 28  | Maximilian Günther     | BMW i Andretti Motorsport | 1:07.269  | 11        |         |
| 12     | 36  | André Lotterer         | TAG Heuer Porsche         | 1:07.285  | 12        |         |
| 13     | 5   | Stoffel Vandoorne      | Mercedes-Benz EQ          | 1:07.292  | 13        |         |
| 14     | 64  | Jérôme d'Ambrosio      | Mahindra Racing           | 1:07.338  | 14        |         |
| 15     | 27  | Alexander Sims         | BMW i Andretti Motorsport | 1:07.368  | 24        |         |
| 16     | 3   | Oliver Turvey          | NIO 333                   | 1:07.451  | 15        |         |
| 17     | 20  | Mitch Evans            | Panasonic Jaguar Racing   | 1:07.516  | 16        |         |
| 18     | 19  | Felipe Massa           | ROKiT Venturi Racing      | 1:07.557  | 17        |         |
| 19     | 7   | Nico Müller            | GEOX Dragon               | 1:07.581  | 18        |         |
| 20     | 18  | Neel Jani              | TAG Heuer Porsche         | 1:07.640  | 19        |         |
| 21     | 6   | Sérgio Sette Câmara    | GEOX Dragon               | 1:07.846  | 20        |         |
| 22     | 33  | Daniel Abt             | NIO 333                   | 1:08.005  | 21        |         |
| 23     | 51  | James Calado           | Panasonic Jaguar Racing   | 1:08.432  | 22        |         |
| 24     | 66  | René Rast              | Audi Sport ABT Schaeffler | 1:08.464  | 23        |         |
| Fonte: |     |                        |                           |           |           |         |

### Gara
| Pos.   | No. | Pilota                 | Squadra                   | Giri | Tempo/Ritiro       | Griglia  | Punti |
| ------ | --- | ---------------------- | ------------------------- | ---- | ------------------ | -------- | ----- |
| 1      | 13  | António Félix da Costa | DS Techeetah              | 38   | 46:19.412          | 1        | 25+3  |
| 2      | 23  | Sébastien Buemi        | Nissan e.dams             | 38   | +3.090             | 2        | 18+1  |
| 3      | 11  | Lucas Di Grassi        | Audi Sport ABT Schaeffler | 38   | +8.296             | 6        | 15    |
| 4      | 4   | Robin Frijns           | Envision Virgin Racing    | 38   | +9.239             | 5        | 12    |
| 5      | 5   | Stoffel Vandoorne      | Mercedes-Benz EQ          | 38   | +9.695             | 13       | 10+1  |
| 6      | 2   | Sam Bird               | Envision Virgin Racing    | 38   | +10.081            | 9        | 8     |
| 7      | 22  | Oliver Rowland         | Nissan e.dams             | 38   | +13.897            | 7        | 6     |
| 8      | 48  | Edoardo Mortara        | ROKiT Venturi Racing      | 38   | +16.367            | 10       | 4     |
| 9      | 36  | André Lotterer         | TAG Heuer Porsche         | 38   | +16.893            | 12       | 2     |
| 10     | 25  | Jean-Éric Vergne       | DS Techeetah              | 38   | +20.919            | 8        | 1     |
| 11     | 94  | Alex Lynn              | Mahindra Racing           | 38   | +21.288            | 3        |       |
| 12     | 20  | Mitch Evans            | Panasonic Jaguar Racing   | 38   | +22.157            | 16       |       |
| 13     | 66  | René Rast              | Audi Sport ABT Schaeffler | 38   | +22.631            | Pit lane |       |
| 14     | 7   | Nico Müller            | GEOX Dragon               | 38   | +23.579            | 18       |       |
| 15     | 18  | Neel Jani              | TAG Heuer Porsche         | 38   | +26.381            | 19       |       |
| 16     | 33  | Daniel Abt             | NIO 333                   | 38   | +35.42             | 21       |       |
| 17     | 6   | Sérgio Sette Câmara    | GEOX Dragon               | 38   | +35.727            | 20       |       |
| 18     | 3   | Oliver Turvey          | NIO 333                   | 38   | +36.356            | 15       |       |
| 19     | 27  | Alexander Sims         | BMW i Andretti Motorsport | 38   | +42.395            | Pit lane |       |
| 20     | 51  | James Calado           | Panasonic Jaguar Racing   | 38   | +52.828            | 22       |       |
| NC     | 19  | Felipe Massa           | ROKiT Venturi Racing      | 38   | Ritiro             | 17       |       |
| Rit    | 17  | Nyck de Vries          | Mercedes-Benz EQ          | 27   | Ritiro             | 4        |       |
| Rit    | 28  | Maximilian Günther     | BMW i Andretti Motorsport | 15   | Incidente          | 11       |       |
| SQ     | 64  | Jérôme d'Ambrosio      | Mahindra Racing           | 38   | Eccesso di energia | 14       |       |
| Fonte: |     |                        |                           |      |                    |          |       |

### Classifica
La classifica dopo gara 2:
Classifica piloti
| +/-    | Pos | Pilota                 | Punti |
| ------ | --- | ---------------------- | ----- |
|        | 1   | António Félix da Costa | 125   |
|        | 2   | Lucas Di Grassi        | 57    |
|        | 3   | Stoffel Vandoorne      | 57    |
|        | 4   | Mitch Evans            | 56    |
|        | 5   | Sam Bird               | 52    |
|        | 6   | Sébastien Buemi        | 52    |
|        | 7   | Alexander Sims         | 48    |
|        | 8   | André Lotterer         | 45    |
|        | 9   | Maximilian Günther     | 44    |
|        | 10  | Oliver Rowland         | 36    |
|        | 11  | Edoardo Mortara        | 36    |
|        | 12  | Jean-Éric Vergne       | 32    |
|        | 13  | Nyck de Vries          | 30    |
|        | 14  | Robin Frijns           | 22    |
|        | 15  | Pascal Wehrlein        | 14    |
|        | 16  | Jérôme d'Ambrosio      | 13    |
|        | 17  | James Calado           | 10    |
|        | 18  | Daniel Abt             | 8     |
|        | 19  | Felipe Massa           | 2     |
|        | 20  | Brendon Hartley        | 2     |
|        | 21  | René Rast              | 1     |
|        | 22  | Alex Lynn              | 0     |
|        | 23  | Neel Jani              | 0     |
|        | 24  | Oliver Turvey          | 0     |
|        | 25  | Nico Müller            | 0     |
|        | 26  | Ma Qinghua             | 0     |
|        | 27  | Sérgio Sette Câmara    | 0     |
| Fonte: |     |                        |       |

Classifica squadre
| +/-    | Pos | Squadra                          | Punti |
| ------ | --- | -------------------------------- | ----- |
|        | 1   | DS Techeetah                     | 157   |
|        | 2   | BMW i Andretti Motorsport        | 92    |
|        | 3   | Nissan e.dams                    | 88    |
|        | 4   | Mercedes-Benz EQ Formula E Team  | 87    |
|        | 5   | Envision Virgin Racing           | 74    |
|        | 6   | Panasonic Jaguar Racing          | 66    |
|        | 7   | Audi Sport ABT Schaeffler        | 66    |
|        | 8   | TAG Heuer Porsche Formula E Team | 45    |
|        | 9   | ROKiT Venturi Racing             | 38    |
|        | 10  | Mahindra Racing                  | 27    |
|        | 11  | Geox Dragon                      | 2     |
|        | 12  | NIO 333 FE Team                  | 0     |
| Fonte: |     |                                  |       |

## Gara 3

### Prove libere
| Pos.           | No.            | Pilota                 | Squadra                   | Tempo          |
| Prove libere 1 | Prove libere 1 | Prove libere 1         | Prove libere 1            | Prove libere 1 |
| -------------- | -------------- | ---------------------- | ------------------------- | -------------- |
| 1              | 13             | António Félix da Costa | DS Techeetah              | 1:06.831       |
| 2              | 64             | Jérôme d'Ambrosio      | Mahindra Racing           | 1:06.915       |
| 3              | 48             | Edoardo Mortara        | ROKiT Venturi Racing      | 1:07.212       |
| Prove libere 2 |                |                        |                           |                |
| 1              | 64             | Jérôme d'Ambrosio      | Mahindra Racing           | 1:06.723       |
| 2              | 28             | Maximilian Günther     | BMW i Andretti Motorsport | 1:06.832       |
| 3              | 25             | Jean-Éric Vergne       | DS Techeetah              | 1:06.866       |

### Qualifiche
| Gruppi qualifiche | Gruppi qualifiche | Gruppi qualifiche | Gruppi qualifiche | Gruppi qualifiche | Gruppi qualifiche | Gruppi qualifiche |
| ----------------- | ----------------- | ----------------- | ----------------- | ----------------- | ----------------- | ----------------- |
| Gruppo 1          | DAC (1)           | DIG (2)           | VAN (3)           | EVA (4)           | BIR (5)           | BUE (6)           |
| Gruppo 2          | SIM (7)           | LOT (8)           | GUE (9)           | ROW (10)          | MOR (11)          | JEV (12)          |
| Gruppo 3          | DEV (13)          | FRI (14)          | DAM (15)          | CAL (16)          | ABT (17)          | MAS (18)          |
| Gruppo 4          | RAS (19)          | TUR (20)          | MUL (21)          | JAN (22)          | LYN (23)          | SET (24)          |

| Pos.   | No. | Pilota                 | Squadra                   | Qualifica | Superpole | Griglia |
| ------ | --- | ---------------------- | ------------------------- | --------- | --------- | ------- |
| 1      | 25  | Jean-Éric Vergne       | DS Techeetah              | 1:06.597  | 1:06.740  | 1       |
| 2      | 28  | Maximilian Günther     | BMW i Andretti Motorsport | 1:06.846  | 1:06.772  | 2       |
| 3      | 64  | Jérôme d'Ambrosio      | Mahindra Racing           | 1:06.748  | 1:06.825  | 3       |
| 4      | 5   | Stoffel Vandoorne      | Mercedes-Benz EQ          | 1:06.714  | 1:06.965  | 4       |
| 5      | 94  | Alex Lynn              | Mahindra Racing           | 1:06.731  | 1:07.177  | 5       |
| 6      | 4   | Robin Frijns           | Envision Virgin Racing    | 1:06.740  | 1:07.180  | 6       |
| 7      | 36  | André Lotterer         | TAG Heuer Porsche         | 1:06.867  |           | 7       |
| 8      | 17  | Nyck de Vries          | Mercedes-Benz EQ          | 1:06.907  | 13        |         |
| 9      | 13  | António Félix da Costa | DS Techeetah              | 1:06.938  | 8         |         |
| 10     | 22  | Oliver Rowland         | Nissan e.dams             | 1:06.947  | 9         |         |
| 11     | 11  | Lucas Di Grassi        | Audi Sport ABT Schaeffler | 1:06.960  | 10        |         |
| 12     | 6   | Sérgio Sette Câmara    | GEOX Dragon               | 1:07.077  | 11        |         |
| 13     | 19  | Felipe Massa           | ROKiT Venturi Racing      | 1:07.090  | 12        |         |
| 14     | 48  | Edoardo Mortara        | ROKiT Venturi Racing      | 1:07.098  | 13        |         |
| 15     | 23  | Sébastien Buemi        | Nissan e.dams             | 1:07.140  | 15        |         |
| 16     | 27  | Alexander Sims         | BMW i Andretti Motorsport | 1:07.141  | 16        |         |
| 17     | 51  | James Calado           | Panasonic Jaguar Racing   | 1:07.147  | 17        |         |
| 18     | 18  | Neel Jani              | TAG Heuer Porsche         | 1:07.193  | 18        |         |
| 19     | 20  | Mitch Evans            | Panasonic Jaguar Racing   | 1:07.197  | 19        |         |
| 20     | 2   | Sam Bird               | Envision Virgin Racing    | 1:07.208  | 20        |         |
| 21     | 66  | René Rast              | Audi Sport ABT Schaeffler | 1:07.261  | 21        |         |
| 22     | 33  | Daniel Abt             | NIO 333                   | 1:07.331  | 22        |         |
| 23     | 7   | Nico Müller            | GEOX Dragon               | 1:07.366  | 23        |         |
| 24     | 3   | Oliver Turvey          | NIO 333                   | 1:07.521  | 24        |         |
| Fonte: |     |                        |                           |           |           |         |

### Gara
| Pos.   | No. | Pilota                 | Squadra                   | Giri | Tempo/Ritiro | Griglia | Punti  |
| ------ | --- | ---------------------- | ------------------------- | ---- | ------------ | ------- | ------ |
| 1      | 28  | Maximilian Günther     | BMW i Andretti Motorsport | 35   | 46:15.512    | 2       | 25     |
| 2      | 4   | Robin Frijns           | Envision Virgin Racing    | 35   | +0.128       | 6       | 18     |
| 3      | 25  | Jean-Éric Vergne       | DS Techeetah              | 35   | +2.569       | 1       | 15+1+3 |
| 4      | 13  | António Félix da Costa | DS Techeetah              | 35   | +2.743       | 8       | 12     |
| 5      | 36  | André Lotterer         | TAG Heuer Porsche         | 35   | +3.136       | 7       | 10     |
| 6      | 22  | Oliver Rowland         | Nissan e.dams             | 35   | +5.547       | 9       | 8      |
| 7      | 64  | Jérôme d'Ambrosio      | Mahindra Racing           | 35   | +7.893       | 3       | 6      |
| 8      | 11  | Lucas Di Grassi        | Audi Sport ABT Schaeffler | 35   | +12.672      | 10      | 4      |
| 9      | 20  | Mitch Evans            | Panasonic Jaguar Racing   | 35   | +13.511      | 19      | 2+1    |
| 10     | 27  | Alexander Sims         | BMW i Andretti Motorsport | 35   | +19.248      | 16      | 1      |
| 11     | 23  | Sébastien Buemi        | Nissan e.dams             | 35   | +20.240      | 15      |        |
| 12     | 7   | Nico Müller            | GEOX Dragon               | 35   | +20.486      | 23      |        |
| 13     | 2   | Sam Bird               | Envision Virgin Racing    | 35   | +20.733      | 20      |        |
| 14     | 48  | Edoardo Mortara        | ROKiT Venturi Racing      | 35   | +20.944      | 13      |        |
| 15     | 33  | Daniel Abt             | NIO 333                   | 35   | +21.948      | 22      |        |
| 16     | 3   | Oliver Turvey          | NIO 333                   | 35   | +22.774      | 24      |        |
| 17     | 94  | Alex Lynn              | Mahindra Racing           | 35   | +23.181      | 5       |        |
| 18     | 17  | Nyck de Vries          | Mercedes-Benz EQ          | 35   | +32.520      | 13      |        |
| 19     | 19  | Felipe Massa           | ROKiT Venturi Racing      | 35   | +36.549      | 12      |        |
| Rit    | 66  | René Rast              | Audi Sport ABT Schaeffler | 30   | Ritiro       | 21      |        |
| Rit    | 5   | Stoffel Vandoorne      | Mercedes-Benz EQ          | 17   | Foratura     | 4       |        |
| Rit    | 51  | James Calado           | Panasonic Jaguar Racing   | 13   | Incidente    | 17      |        |
| Rit    | 6   | Sérgio Sette Câmara    | GEOX Dragon               | 10   | Incidente    | 11      |        |
| Rit    | 18  | Neel Jani              | TAG Heuer Porsche         | 10   | Incidente    | 18      |        |
| Fonte: |     |                        |                           |      |              |         |        |

### Classifica
La classifica dopo gara 3:
Classifica piloti
| +/-    | Pos | Pilota                 | Punti |
| ------ | --- | ---------------------- | ----- |
|        | 1   | António Félix da Costa | 137   |
|        | 2   | Maximilian Günther     | 69    |
|        | 3   | Lucas Di Grassi        | 61    |
|        | 4   | Mitch Evans            | 59    |
|        | 5   | Stoffel Vandoorne      | 57    |
|        | 6   | André Lotterer         | 55    |
|        | 7   | Sam Bird               | 52    |
|        | 8   | Sébastien Buemi        | 52    |
|        | 9   | Jean-Éric Vergne       | 51    |
|        | 10  | Alexander Sims         | 49    |
|        | 11  | Oliver Rowland         | 44    |
|        | 12  | Robin Frijns           | 40    |
|        | 13  | Edoardo Mortara        | 36    |
|        | 14  | Nyck de Vries          | 30    |
|        | 15  | Jérôme d'Ambrosio      | 19    |
|        | 16  | Pascal Wehrlein        | 14    |
|        | 17  | James Calado           | 10    |
|        | 18  | Daniel Abt             | 8     |
|        | 19  | Felipe Massa           | 2     |
|        | 20  | Brendon Hartley        | 2     |
|        | 21  | René Rast              | 1     |
|        | 22  | Oliver Turvey          | 0     |
|        | 23  | Nico Müller            | 0     |
|        | 24  | Neel Jani              | 0     |
|        | 25  | Ma Qinghua             | 0     |
|        | 26  | Alex Lynn              | 0     |
|        | 27  | Sérgio Sette Câmara    | 0     |
| Fonte: |     |                        |       |

Classifica squadre
| +/-    | Pos | Squadra                          | Punti |
| ------ | --- | -------------------------------- | ----- |
|        | 1   | DS Techeetah                     | 188   |
|        | 2   | BMW i Andretti Motorsport        | 118   |
|        | 3   | Nissan e.dams                    | 96    |
|        | 5   | Envision Virgin Racing           | 92    |
|        | 4   | Mercedes-Benz EQ Formula E Team  | 87    |
|        | 7   | Audi Sport ABT Schaeffler        | 70    |
|        | 6   | Panasonic Jaguar Racing          | 69    |
|        | 8   | TAG Heuer Porsche Formula E Team | 55    |
|        | 9   | ROKiT Venturi Racing             | 38    |
|        | 10  | Mahindra Racing                  | 33    |
|        | 11  | Geox Dragon                      | 2     |
|        | 12  | NIO 333 FE Team                  | 0     |
| Fonte: |     |                                  |       |

## Gara 4

### Prove libere
| Pos.           | No.            | Pilota                 | Squadra                   | Tempo          |
| Prove libere 3 | Prove libere 3 | Prove libere 3         | Prove libere 3            | Prove libere 3 |
| -------------- | -------------- | ---------------------- | ------------------------- | -------------- |
| 1              | 13             | António Félix da Costa | DS Techeetah              | 1:06.31        |
| 2              | 28             | Maximilian Günther     | BMW i Andretti Motorsport | 1:06.358       |
| 3              | 22             | Oliver Rowland         | Nissan e.dams             | 1:06.450       |

### Qualifiche
| Gruppi qualifiche | Gruppi qualifiche | Gruppi qualifiche | Gruppi qualifiche | Gruppi qualifiche | Gruppi qualifiche | Gruppi qualifiche |
| ----------------- | ----------------- | ----------------- | ----------------- | ----------------- | ----------------- | ----------------- |
| Gruppo 1          | DAC (1)           | GUE (2)           | DIG (3)           | EVA (4)           | VAN (5)           | LOT (6)           |
| Gruppo 2          | BIR (7)           | BUE (8)           | JEV (9)           | SIM (10)          | ROW (11)          | FRI (12)          |
| Gruppo 3          | MOR (13)          | DEV (14)          | DAM (15)          | CAL (16)          | ABT (17)          | MAS (18)          |
| Gruppo 4          | RAS (19)          | TUR (20)          | MUL (21)          | JAN (22)          | LYN (23)          | SET (24)          |

| Pos.   | No. | Pilota                 | Squadra                   | Qualifica | Superpole | Griglia |
| ------ | --- | ---------------------- | ------------------------- | --------- | --------- | ------- |
| 1      | 25  | Jean-Éric Vergne       | DS Techeetah              | 1:06.484  | 1:06.107  | 1       |
| 2      | 13  | António Félix da Costa | DS Techeetah              | 1:06.708  | 1:06.247  | 2       |
| 3      | 22  | Oliver Rowland         | Nissan e.dams             | 1:06.484  | 1:06.552  | 3       |
| 4      | 23  | Sébastien Buemi        | Nissan e.dams             | 1:06.700  | 1:06.564  | 4       |
| 5      | 17  | Nyck de Vries          | Mercedes-Benz EQ          | 1:06.575  | 1:06.597  | 5       |
| 6      | 19  | Felipe Massa           | ROKiT Venturi Racing      | 1:06.674  | 1:06.777  | 6       |
| 7      | 94  | Alex Lynn              | Mahindra Racing           | 1:06.741  |           | 7       |
| 8      | 66  | René Rast              | Audi Sport ABT Schaeffler | 1:06.754  | 8         |         |
| 9      | 64  | Jérôme d'Ambrosio      | Mahindra Racing           | 1:06.778  | 9         |         |
| 10     | 4   | Robin Frijns           | Envision Virgin Racing    | 1:06.818  | 10        |         |
| 11     | 20  | Mitch Evans            | Panasonic Jaguar Racing   | 1:06.859  | 11        |         |
| 12     | 11  | Lucas Di Grassi        | Audi Sport ABT Schaeffler | 1:06.866  | 12        |         |
| 13     | 48  | Edoardo Mortara        | ROKiT Venturi Racing      | 1:06.870  | 13        |         |
| 14     | 51  | James Calado           | Panasonic Jaguar Racing   | 1:06.904  | 14        |         |
| 15     | 7   | Nico Müller            | GEOX Dragon               | 1:06.940  | 15        |         |
| 16     | 27  | Alexander Sims         | BMW i Andretti Motorsport | 1:06.951  | 16        |         |
| 17     | 2   | Sam Bird               | Envision Virgin Racing    | 1:06.953  | 17        |         |
| 18     | 36  | André Lotterer         | TAG Heuer Porsche         | 1:07.036  | 18        |         |
| 19     | 3   | Oliver Turvey          | NIO 333                   | 1:07.038  | 19        |         |
| 20     | 5   | Stoffel Vandoorne      | Mercedes-Benz EQ          | 1:07.064  | 20        |         |
| 21     | 28  | Maximilian Günther     | BMW i Andretti Motorsport | 1:07.103  | 21        |         |
| 22     | 18  | Neel Jani              | TAG Heuer Porsche         | 1:07.119  | 22        |         |
| 23     | 33  | Daniel Abt             | NIO 333                   | 1:07.351  | 23        |         |
| 24     | 6   | Sérgio Sette Câmara    | GEOX Dragon               | 1:07.492  | 24        |         |
| Fonte: |     |                        |                           |           |           |         |

#### Gara
| Pos.   | No. | Pilota                 | Squadra                   | Giri | Tempo/Ritiro | Griglia | Punti  |
| ------ | --- | ---------------------- | ------------------------- | ---- | ------------ | ------- | ------ |
| 1      | 25  | Jean-Éric Vergne       | DS Techeetah              | 37   | 46:24.803    | 1       | 25+1+3 |
| 2      | 13  | António Félix da Costa | DS Techeetah              | 37   | +0.497       | 2       | 18+1   |
| 3      | 23  | Sébastien Buemi        | Nissan e.dams             | 37   | +1.392       | 4       | 15     |
| 4      | 17  | Nyck de Vries          | Mercedes-Benz EQ          | 37   | +3.791       | 5       | 12     |
| 5      | 22  | Oliver Rowland         | Nissan e.dams             | 37   | +5.018       | 3       | 10     |
| 6      | 11  | Lucas Di Grassi        | Audi Sport ABT Schaeffler | 37   | +9.805       | 12      | 8      |
| 7      | 20  | Mitch Evans            | Panasonic Jaguar Racing   | 37   | +14.814      | 11      | 6      |
| 8      | 36  | André Lotterer         | TAG Heuer Porsche         | 37   | +15.755      | 18      | 4      |
| 9      | 94  | Alex Lynn              | Mahindra Racing           | 37   | +21.001      | 7       | 2      |
| 10     | 19  | Felipe Massa           | ROKiT Venturi Racing      | 37   | +22.809      | 6       | 1      |
| 11     | 2   | Sam Bird               | Envision Virgin Racing    | 37   | +22.911      | 17      |        |
| 12     | 5   | Stoffel Vandoorne      | Mercedes-Benz EQ          | 37   | +23.388      | 20      |        |
| 13     | 27  | Alexander Sims         | BMW i Andretti Motorsport | 37   | +23.575      | 16      |        |
| 14     | 48  | Edoardo Mortara        | ROKiT Venturi Racing      | 37   | +23.889      | 13      |        |
| 15     | 64  | Jérôme d'Ambrosio      | Mahindra Racing           | 37   | +23.914      | 9       |        |
| 16     | 66  | René Rast              | Audi Sport ABT Schaeffler | 37   | +24.381      | 8       |        |
| 17     | 51  | James Calado           | Panasonic Jaguar Racing   | 37   | +26.600      | 14      |        |
| 18     | 33  | Daniel Abt             | NIO 333                   | 37   | +29.121      | 23      |        |
| 19     | 18  | Neel Jani              | TAG Heuer Porsche         | 37   | +29.527      | 22      |        |
| 20     | 7   | Nico Müller            | GEOX Dragon               | 37   | +34.431      | 15      |        |
| 21     | 6   | Sérgio Sette Câmara    | GEOX Dragon               | 37   | +36.315      | 24      |        |
| 22     | 3   | Oliver Turvey          | NIO 333                   | 37   | +1:01.473    | 19      |        |
| Rit    | 28  | Maximilian Günther     | BMW i Andretti Motorsport | 0    | Incidente    | 21      |        |
| NP     | 4   | Robin Frijns           | Envision Virgin Racing    | 0    | Non partito  | 10      |        |
| Fonte: |     |                        |                           |      |              |         |        |

### Classifica
La classifica dopo gara 4:
Classifica piloti
| +/-    | Pos | Pilota                 | Punti |
| ------ | --- | ---------------------- | ----- |
|        | 1   | António Félix da Costa | 156   |
|        | 2   | Jean-Éric Vergne       | 80    |
|        | 3   | Maximilian Günther     | 69    |
|        | 4   | Lucas Di Grassi        | 69    |
|        | 5   | Sébastien Buemi        | 67    |
|        | 6   | Mitch Evans            | 65    |
|        | 7   | André Lotterer         | 59    |
|        | 8   | Stoffel Vandoorne      | 57    |
|        | 9   | Oliver Rowland         | 54    |
|        | 10  | Sam Bird               | 52    |
|        | 11  | Alexander Sims         | 49    |
|        | 12  | Nyck de Vries          | 42    |
|        | 13  | Robin Frijns           | 40    |
|        | 14  | Edoardo Mortara        | 36    |
|        | 15  | Jérôme d'Ambrosio      | 19    |
|        | 16  | Pascal Wehrlein        | 14    |
|        | 17  | James Calado           | 10    |
|        | 18  | Daniel Abt             | 8     |
|        | 19  | Felipe Massa           | 3     |
|        | 20  | Alex Lynn              | 2     |
|        | 21  | Brendon Hartley        | 2     |
|        | 22  | René Rast              | 1     |
|        | 23  | Oliver Turvey          | 0     |
|        | 24  | Nico Müller            | 0     |
|        | 25  | Neel Jani              | 0     |
|        | 26  | Ma Qinghua             | 0     |
|        | 27  | Sérgio Sette Câmara    | 0     |
| Fonte: |     |                        |       |

Classifica squadre
| +/-    | Pos | Squadra                          | Punti |
| ------ | --- | -------------------------------- | ----- |
|        | 1   | DS Techeetah                     | 236   |
|        | 3   | Nissan e.dams                    | 121   |
|        | 2   | BMW i Andretti Motorsport        | 118   |
|        | 4   | Mercedes-Benz EQ Formula E Team  | 99    |
|        | 5   | Envision Virgin Racing           | 92    |
|        | 7   | Audi Sport ABT Schaeffler        | 78    |
|        | 6   | Panasonic Jaguar Racing          | 75    |
|        | 8   | TAG Heuer Porsche Formula E Team | 59    |
|        | 9   | ROKiT Venturi Racing             | 39    |
|        | 10  | Mahindra Racing                  | 24    |
|        | 11  | Geox Dragon                      | 2     |
|        | 12  | NIO 333 FE Team                  | 0     |
| Fonte: |     |                                  |       |

## Gara 5

### Prove libere
| Pos.           | No.            | Pilota                 | Squadra                    | Tempo          |
| Prove libere 1 | Prove libere 1 | Prove libere 1         | Prove libere 1             | Prove libere 1 |
| -------------- | -------------- | ---------------------- | -------------------------- | -------------- |
| 1              | 28             | Maximilian Günther     | BMW i Andretti Motorsport  | 1:16.251       |
| 2              | 22             | Oliver Rowland         | Nissan e.dams              | 1:16.260       |
| 3              | 66             | René Rast              | Audi Sport ABT Schaeffler  | 1:16.315       |
| Prove libere 2 |                |                        |                            |                |
| 1              | 13             | António Félix da Costa | DS Techeetah               | 1:15.653       |
| 2              | 17             | Nyck de Vries          | Mercedes EQ Formula E Team | 1:15.687       |
| 3              | 23             | Sébastien Buemi        | Nissan e.dams              | 1:15.752       |

### Qualifiche
| Gruppi qualifiche | Gruppi qualifiche | Gruppi qualifiche | Gruppi qualifiche | Gruppi qualifiche | Gruppi qualifiche | Gruppi qualifiche |
| ----------------- | ----------------- | ----------------- | ----------------- | ----------------- | ----------------- | ----------------- |
| Gruppo 1          | DAC (1)           | JEV (2)           | GUE (3)           | DIG (4)           | BUE (5)           | EVA (6)           |
| Gruppo 2          | LOT (7)           | VAN (8)           | ROW (9)           | BIR (10)          | SIM (11)          | DEV (12)          |
| Gruppo 3          | FRI (13)          | MOR (14)          | DAM (15)          | ABT (16)          | MAS (17)          | LYN (18)          |
| Gruppo 4          | RAS (19)          | TUR (20)          | MUL (21)          | JAN (22)          | SET (23)          | BLO (24)          |

| Pos.   | No. | Pilota                 | Squadra                   | Qualifica    | Superpole | Griglia |
| ------ | --- | ---------------------- | ------------------------- | ------------ | --------- | ------- |
| 1      | 22  | Oliver Rowland         | Nissan e.dams             | 1:16.191     | 1:15.955  | 1       |
| 2      | 4   | Robin Frijns           | Envision Virgin Racing    | 1:16.187     | 1:16.004  | 2       |
| 3      | 18  | Neel Jani              | TAG Heuer Porsche         | 1:16.234     | 1:16.052  | 3       |
| 4      | 66  | René Rast              | Audi Sport ABT Schaeffler | 1:15.993     | 1:16.127  | 4       |
| 5      | 94  | Alex Lynn              | Mahindra Racing           | 1:16.158     | 1:16.192  | 5       |
| 6      | 51  | Tom Blomqvist          | Panasonic Jaguar Racing   | 1:16.226     | 1:16.529  | 6       |
| 7      | 36  | André Lotterer         | TAG Heuer Porsche         | 1:16.241     |           | 7       |
| 8      | 19  | Felipe Massa           | ROKiT Venturi Racing      | 1:16.251     | 8         |         |
| 9      | 6   | Sérgio Sette Câmara    | GEOX Dragon               | 1:16.292     | 9         |         |
| 10     | 48  | Edoardo Mortara        | ROKiT Venturi Racing      | 1:16.296     | 10        |         |
| 11     | 7   | Nico Müller            | GEOX Dragon               | 1:16.327     | 11        |         |
| 12     | 3   | Oliver Turvey          | NIO 333                   | 1:16.328     | 12        |         |
| 13     | 28  | Maximilian Günther     | BMW i Andretti Motorsport | 1:16.394     | 16        |         |
| 14     | 20  | Mitch Evans            | Panasonic Jaguar Racing   | 1:16.395     | 13        |         |
| 15     | 27  | Alexander Sims         | BMW i Andretti Motorsport | 1:16.449     | 14        |         |
| 16     | 2   | Sam Bird               | Envision Virgin Racing    | 1:16.524     | 15        |         |
| 17     | 64  | Jérôme d'Ambrosio      | Mahindra Racing           | 1:16.539     | 17        |         |
| 18     | 5   | Stoffel Vandoorne      | Mercedes-Benz EQ          | 1:16.646     | 18        |         |
| 19     | 17  | Nyck de Vries          | Mercedes-Benz EQ          | 1:16.755     | 19        |         |
| 20     | 33  | Daniel Abt             | NIO 333                   | 1:16.868     | 20        |         |
| NQ     | 13  | António Félix da Costa | DS Techeetah              | Nessun tempo | 21        |         |
| NQ     | 23  | Sébastien Buemi        | Nissan e.dams             | Nessun tempo | 22        |         |
| NQ     | 11  | Lucas Di Grassi        | Audi Sport ABT Schaeffler | Nessun tempo | 23        |         |
| NQ     | 25  | Jean-Éric Vergne       | DS Techeetah              | Nessun tempo | 24        |         |
| Fonte: |     |                        |                           |              |           |         |

### Gara
| Pos.   | No. | Pilota                 | Squadra                   | Giri | Tempo/Ritiro | Griglia | Punti  |
| ------ | --- | ---------------------- | ------------------------- | ---- | ------------ | ------- | ------ |
| 1      | 22  | Oliver Rowland         | Nissan e.dams             | 36   | 47:28.880    | 1       | 25+1+3 |
| 2      | 4   | Robin Frijns           | Envision Virgin Racing    | 36   | +1.903       | 2       | 18     |
| 3      | 66  | René Rast              | Audi Sport ABT Schaeffler | 36   | +7.490       | 4       | 15+1   |
| 4      | 36  | André Lotterer         | TAG Heuer Porsche         | 36   | +7.863       | 7       | 12     |
| 5      | 94  | Alex Lynn              | Mahindra Racing           | 36   | +11.441      | 5       | 10     |
| 6      | 18  | Neel Jani              | TAG Heuer Porsche         | 36   | +12.922      | 3       | 8      |
| 7      | 20  | Mitch Evans            | Panasonic Jaguar Racing   | 36   | +14.106      | 13      | 6      |
| 8      | 48  | Edoardo Mortara        | ROKiT Venturi Racing      | 36   | +17.134      | 10      | 4      |
| 9      | 5   | Stoffel Vandoorne      | Mercedes-Benz EQ          | 36   | +18.949      | 18      | 2      |
| 10     | 23  | Sébastien Buemi        | Nissan e.dams             | 36   | +19.731      | 22      | 1      |
| 11     | 27  | Alexander Sims         | BMW i Andretti Motorsport | 36   | +23.331      | 14      |        |
| 12     | 51  | Tom Blomqvist          | Panasonic Jaguar Racing   | 36   | +24.807      | 6       |        |
| 13     | 19  | Felipe Massa           | ROKiT Venturi Racing      | 36   | +27.775      | 8       |        |
| 14     | 17  | Nyck de Vries          | Mercedes-Benz EQ          | 36   | +28.723      | 19      |        |
| 15     | 6   | Sérgio Sette Câmara    | GEOX Dragon               | 36   | +31.132      | 9       |        |
| 16     | 64  | Jérôme d'Ambrosio      | Mahindra Racing           | 36   | +31.524      | 17      |        |
| 17     | 7   | Nico Müller            | GEOX Dragon               | 36   | +34.140      | 11      |        |
| 18     | 25  | Jean-Éric Vergne       | DS Techeetah              | 36   | +34.986      | 24      |        |
| 19     | 3   | Oliver Turvey          | NIO 333                   | 36   | +44.377      | 12      |        |
| 20     | 2   | Sam Bird               | Envision Virgin Racing    | 36   | +46.591      | 15      |        |
| 21     | 11  | Lucas Di Grassi        | Audi Sport ABT Schaeffler | 36   | +1:15.119    | 23      |        |
| NC     | 13  | António Félix da Costa | DS Techeetah              | 35   | Ritirato     | 21      |        |
| NC     | 33  | Daniel Abt             | NIO 333                   | 33   | Ritirato     | 20      |        |
| Rit    | 28  | Maximilian Günther     | BMW i Andretti Motorsport | 4    | Incidente    | 16      |        |
| Fonte: |     |                        |                           |      |              |         |        |

### Classifica
La classifica dopo gara 5:
Classifica piloti
| +/-    | Pos | Pilota                 | Punti |
| ------ | --- | ---------------------- | ----- |
|        | 1   | António Félix da Costa | 156   |
|        | 2   | Oliver Rowland         | 83    |
|        | 3   | Jean-Éric Vergne       | 80    |
|        | 4   | Mitch Evans            | 71    |
|        | 5   | André Lotterer         | 71    |
|        | 6   | Maximilian Günther     | 69    |
|        | 7   | Lucas Di Grassi        | 69    |
|        | 8   | Sébastien Buemi        | 68    |
|        | 9   | Stoffel Vandoorne      | 59    |
|        | 10  | Robin Frijns           | 58    |
|        | 11  | Sam Bird               | 52    |
|        | 12  | Alexander Sims         | 49    |
|        | 13  | Nyck de Vries          | 42    |
|        | 14  | Edoardo Mortara        | 40    |
|        | 15  | Jérôme d'Ambrosio      | 19    |
|        | 16  | René Rast              | 17    |
|        | 17  | Pascal Wehrlein        | 14    |
|        | 18  | Alex Lynn              | 12    |
|        | 19  | James Calado           | 10    |
|        | 20  | Neel Jani              | 8     |
|        | 21  | Daniel Abt             | 8     |
|        | 22  | Felipe Massa           | 3     |
|        | 23  | Brendon Hartley        | 2     |
|        | 24  | Oliver Turvey          | 0     |
|        | 25  | Nico Müller            | 0     |
|        | 26  | Tom Blomqvist          | 0     |
|        | 27  | Sérgio Sette Câmara    | 0     |
|        | 28  | Ma Qinghua             | 0     |
| Fonte: |     |                        |       |

Classifica squadre
| +/-    | Pos | Squadra                          | Punti |
| ------ | --- | -------------------------------- | ----- |
|        | 1   | DS Techeetah                     | 236   |
|        | 2   | Nissan e.dams                    | 151   |
|        | 3   | BMW i Andretti Motorsport        | 118   |
|        | 4   | Envision Virgin Racing           | 110   |
|        | 5   | Mercedes-Benz EQ Formula E Team  | 101   |
|        | 6   | Audi Sport ABT Schaeffler        | 94    |
|        | 7   | Panasonic Jaguar Racing          | 81    |
|        | 8   | TAG Heuer Porsche Formula E Team | 79    |
|        | 9   | Mahindra Racing                  | 45    |
|        | 10  | ROKiT Venturi Racing             | 43    |
|        | 11  | Geox Dragon                      | 2     |
|        | 12  | NIO 333 FE Team                  | 0     |
| Fonte: |     |                                  |       |

## Gara 6

### Prove libere
| Pos.           | No.            | Pilota                 | Squadra                   | Tempo          |
| Prove libere 3 | Prove libere 3 | Prove libere 3         | Prove libere 3            | Prove libere 3 |
| -------------- | -------------- | ---------------------- | ------------------------- | -------------- |
| 1              | 28             | Maximilian Günther     | BMW i Andretti Motorsport | 1:15.091       |
| 2              | 13             | António Félix da Costa | DS Techeetah              | 1:15.333       |
| 3              | 22             | Oliver Rowland         | Nissan e.dams             | 1:15.441       |

### Qualifiche
| Gruppi qualifiche | Gruppi qualifiche | Gruppi qualifiche | Gruppi qualifiche | Gruppi qualifiche | Gruppi qualifiche | Gruppi qualifiche |
| ----------------- | ----------------- | ----------------- | ----------------- | ----------------- | ----------------- | ----------------- |
| Gruppo 1          | DAC (1)           | ROW (2)           | JEV (3)           | EVA (4)           | LOT (5)           | GUE (6)           |
| Gruppo 2          | DIG (7)           | BUE (8)           | VAN (9)           | FRI (10)          | BIR (11)          | SIM (12)          |
| Gruppo 3          | DEV (13)          | MOR (14)          | DAM (15)          | RAS (16)          | LYN (17)          | JAN (18)          |
| Gruppo 3          | ABT (19)          | MAS (20)          | TUR (21)          | MUL (22)          | BLO (23)          | SET (24)          |

| Pos.   | No. | Pilota                 | Squadra                   | Qualifica | Superpole | Griglia |
| ------ | --- | ---------------------- | ------------------------- | --------- | --------- | ------- |
| 1      | 5   | Stoffel Vandoorne      | Mercedes-Benz EQ          | 1:15.717  | 1:15.468  | 1       |
| 2      | 23  | Sébastien Buemi        | Nissan e.dams             | 1:15.660  | 1:15.527  | 2       |
| 3      | 66  | René Rast              | Audi Sport ABT Schaeffler | 1:15.688  | 1:15.720  | 3       |
| 4      | 17  | Nyck de Vries          | Mercedes-Benz EQ          | 1:15.729  | 1:15.738  | 4       |
| 5      | 4   | Robin Frijns           | Envision Virgin Racing    | 1:15.793  | 1:15.867  | 5       |
| 6      | 48  | Edoardo Mortara        | ROKiT Venturi Racing      | 1:15.848  | 1:16.055  | 6       |
| 7      | 94  | Alex Lynn              | Mahindra Racing           | 1:15.851  |           | 7       |
| 8      | 18  | Neel Jani              | TAG Heuer Porsche         | 1:15.861  | 8         |         |
| 9      | 6   | Sérgio Sette Câmara    | GEOX Dragon               | 1:15.904  | 9         |         |
| 10     | 11  | Lucas Di Grassi        | Audi Sport ABT Schaeffler | 1:15.915  | 10        |         |
| 11     | 19  | Felipe Massa           | ROKiT Venturi Racing      | 1:15.937  | 11        |         |
| 12     | 51  | Tom Blomqvist          | Panasonic Jaguar Racing   | 1:15.958  | 12        |         |
| 13     | 3   | Oliver Turvey          | NIO 333                   | 1:15.958  | 13        |         |
| 14     | 2   | Sam Bird               | Envision Virgin Racing    | 1:16.002  | 14        |         |
| 15     | 27  | Alexander Sims         | BMW i Andretti Motorsport | 1:16.028  | 15        |         |
| 16     | 64  | Jérôme d'Ambrosio      | Mahindra Racing           | 1:16.057  | 16        |         |
| 17     | 33  | Daniel Abt             | NIO 333                   | 1:16.109  | 17        |         |
| 18     | 28  | Maximilian Günther     | BMW i Andretti Motorsport | 1:16.134  | 18        |         |
| 19     | 13  | António Félix da Costa | DS Techeetah              | 1:16.176  | 19        |         |
| 20     | 36  | André Lotterer         | TAG Heuer Porsche         | 1:16.317  | 20        |         |
| 21     | 25  | Jean-Éric Vergne       | DS Techeetah              | 1:16.393  | 21        |         |
| 22     | 7   | Nico Müller            | GEOX Dragon               | 1:16.409  | 22        |         |
| 23     | 20  | Mitch Evans            | Panasonic Jaguar Racing   | 1:16.449  | 23        |         |
| 24     | 22  | Oliver Rowland         | Nissan e.dams             | 1:16.993  | 24        |         |
| Fonte: |     |                        |                           |           |           |         |

### Gara
| Pos.   | No. | Pilota                 | Squadra                   | Giri | Tempo/Ritiro | Griglia  | Punti |
| ------ | --- | ---------------------- | ------------------------- | ---- | ------------ | -------- | ----- |
| 1      | 5   | Stoffel Vandoorne      | Mercedes-Benz EQ          | 36   | 47:22.107    | 1        | 25+3  |
| 2      | 17  | Nyck de Vries          | Mercedes-Benz EQ          | 36   | +1.340       | 4        | 18    |
| 3      | 23  | Sébastien Buemi        | Nissan e.dams             | 36   | +2.841       | 2        | 15+1  |
| 4      | 66  | René Rast              | Audi Sport ABT Schaeffler | 36   | +3.580       | 3        | 12    |
| 5      | 2   | Sam Bird               | Envision Virgin Racing    | 36   | +8.710       | 14       | 10+1  |
| 6      | 11  | Lucas Di Grassi        | Audi Sport ABT Schaeffler | 36   | +11.593      | 10       | 8     |
| 7      | 25  | Jean-Éric Vergne       | DS Techeetah              | 36   | +12.895      | 21       | 6     |
| 8      | 94  | Alex Lynn              | Mahindra Racing           | 36   | +14.719      | 7        | 4     |
| 9      | 13  | António Félix da Costa | DS Techeetah              | 36   | +15.304      | 19       | 2     |
| 10     | 48  | Edoardo Mortara        | ROKiT Venturi Racing      | 36   | +16.154      | 6        | 1     |
| 11     | 20  | Mitch Evans            | Panasonic Jaguar Racing   | 36   | +16.348      | 23       |       |
| 12     | 28  | Maximilian Günther     | BMW i Andretti Motorsport | 36   | +17.798      | 18       |       |
| 13     | 27  | Alexander Sims         | BMW i Andretti Motorsport | 36   | +22.229      | 15       |       |
| 14     | 36  | André Lotterer         | TAG Heuer Porsche         | 36   | +23.893      | 20       |       |
| 15     | 18  | Neel Jani              | TAG Heuer Porsche         | 36   | +24.888      | 8        |       |
| 16     | 19  | Felipe Massa           | ROKiT Venturi Racing      | 36   | +25.577      | 11       |       |
| 17     | 51  | Tom Blomqvist          | Panasonic Jaguar Racing   | 36   | +25.992      | 12       |       |
| 18     | 64  | Jérôme d'Ambrosio      | Mahindra Racing           | 36   | +30.485      | 16       |       |
| 19     | 6   | Sérgio Sette Câmara    | GEOX Dragon               | 36   | +31.453      | 9        |       |
| 20     | 33  | Daniel Abt             | NIO 333                   | 36   | +38.071      | 17       |       |
| 21     | 3   | Oliver Turvey          | NIO 333                   | 36   | +39.694      | 13       |       |
| 22     | 7   | Nico Müller            | GEOX Dragon               | 36   | +1:11.178    | Pit lane |       |
| Rit    | 4   | Robin Frijns           | Envision Virgin Racing    | 33   | Incidente    | 5        |       |
| Rit    | 22  | Oliver Rowland         | Nissan e.dams             | 25   | Incidente    | 24       |       |
| Fonte: |     |                        |                           |      |              |          |       |

### Classifica
La classifica dopo gara 6:
Classifica piloti
| +/-    | Pos | Pilota                 | Punti |
| ------ | --- | ---------------------- | ----- |
|        | 1   | António Félix da Costa | 158   |
|        | 2   | Stoffel Vandoorne      | 87    |
|        | 3   | Jean-Éric Vergne       | 86    |
|        | 4   | Sébastien Buemi        | 84    |
|        | 5   | Oliver Rowland         | 83    |
|        | 6   | Lucas Di Grassi        | 77    |
|        | 7   | Mitch Evans            | 71    |
|        | 8   | André Lotterer         | 71    |
|        | 9   | Maximilian Günther     | 69    |
|        | 10  | Sam Bird               | 63    |
|        | 11  | Nyck de Vries          | 60    |
|        | 12  | Robin Frijns           | 58    |
|        | 13  | Alexander Sims         | 49    |
|        | 14  | Edoardo Mortara        | 41    |
|        | 15  | René Rast              | 29    |
|        | 16  | Jérôme d'Ambrosio      | 19    |
|        | 17  | Alex Lynn              | 16    |
|        | 18  | Pascal Wehrlein        | 14    |
|        | 19  | James Calado           | 10    |
|        | 20  | Neel Jani              | 8     |
|        | 21  | Daniel Abt             | 8     |
|        | 22  | Felipe Massa           | 3     |
|        | 23  | Brendon Hartley        | 2     |
|        | 24  | Oliver Turvey          | 0     |
|        | 25  | Nico Müller            | 0     |
|        | 26  | Tom Blomqvist          | 0     |
|        | 27  | Sérgio Sette Câmara    | 0     |
|        | 28  | Ma Qinghua             | 0     |
| Fonte: |     |                        |       |

Classifica squadre
| +/-    | Pos | Squadra                          | Punti |
| ------ | --- | -------------------------------- | ----- |
|        | 1   | DS Techeetah                     | 244   |
|        | 2   | Nissan e.dams                    | 167   |
|        | 3   | Mercedes-Benz EQ Formula E Team  | 147   |
|        | 4   | Envision Virgin Racing           | 121   |
|        | 5   | BMW i Andretti Motorsport        | 118   |
|        | 6   | Audi Sport ABT Schaeffler        | 114   |
|        | 7   | Panasonic Jaguar Racing          | 81    |
|        | 8   | TAG Heuer Porsche Formula E Team | 79    |
|        | 9   | Mahindra Racing                  | 49    |
|        | 10  | ROKiT Venturi Racing             | 44    |
|        | 11  | Geox Dragon                      | 2     |
|        | 12  | NIO 333 FE Team                  | 0     |
| Fonte: |     |                                  |       |